# Pavol Biroš
Pavol Biroš (ur. 1 kwietnia 1953 w Preszowie, zm. 12 sierpnia 2020 tamże) – czechosłowacki i słowacki piłkarz.

## Kariera sportowa
W czasie swojej kariery występował w Slavii Praga oraz w drużynie Lokomotíva Koszyce. W reprezentacji Czechosłowacji rozegrał 9 spotkań. Był członkiem kadry na mistrzostwach Europy 1976.